# Kulawizna

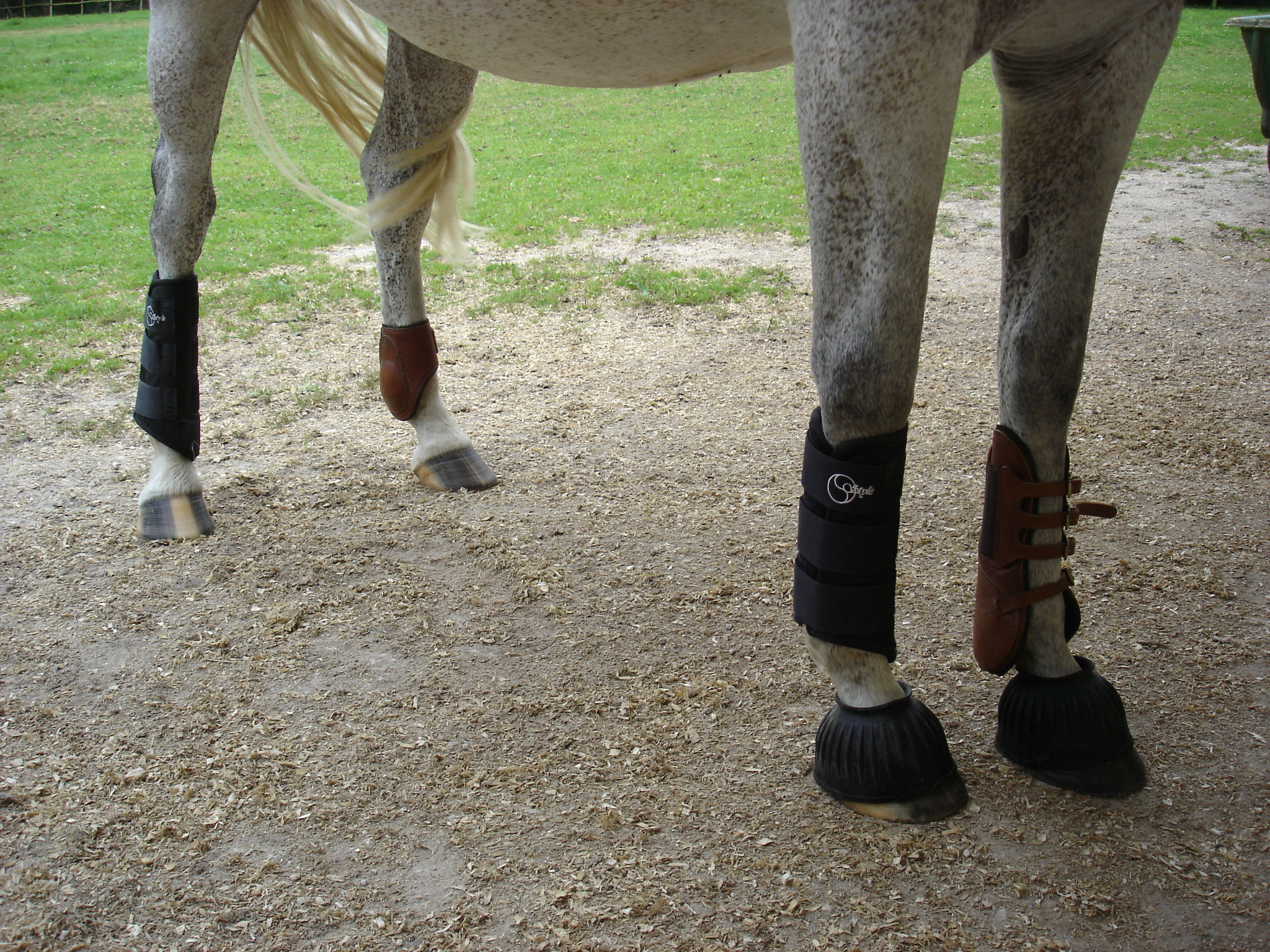
Ochraniacze (widoczne pary z dwóch kompletów) pomagają zapobiegać urazom kończyn konia w ruchu

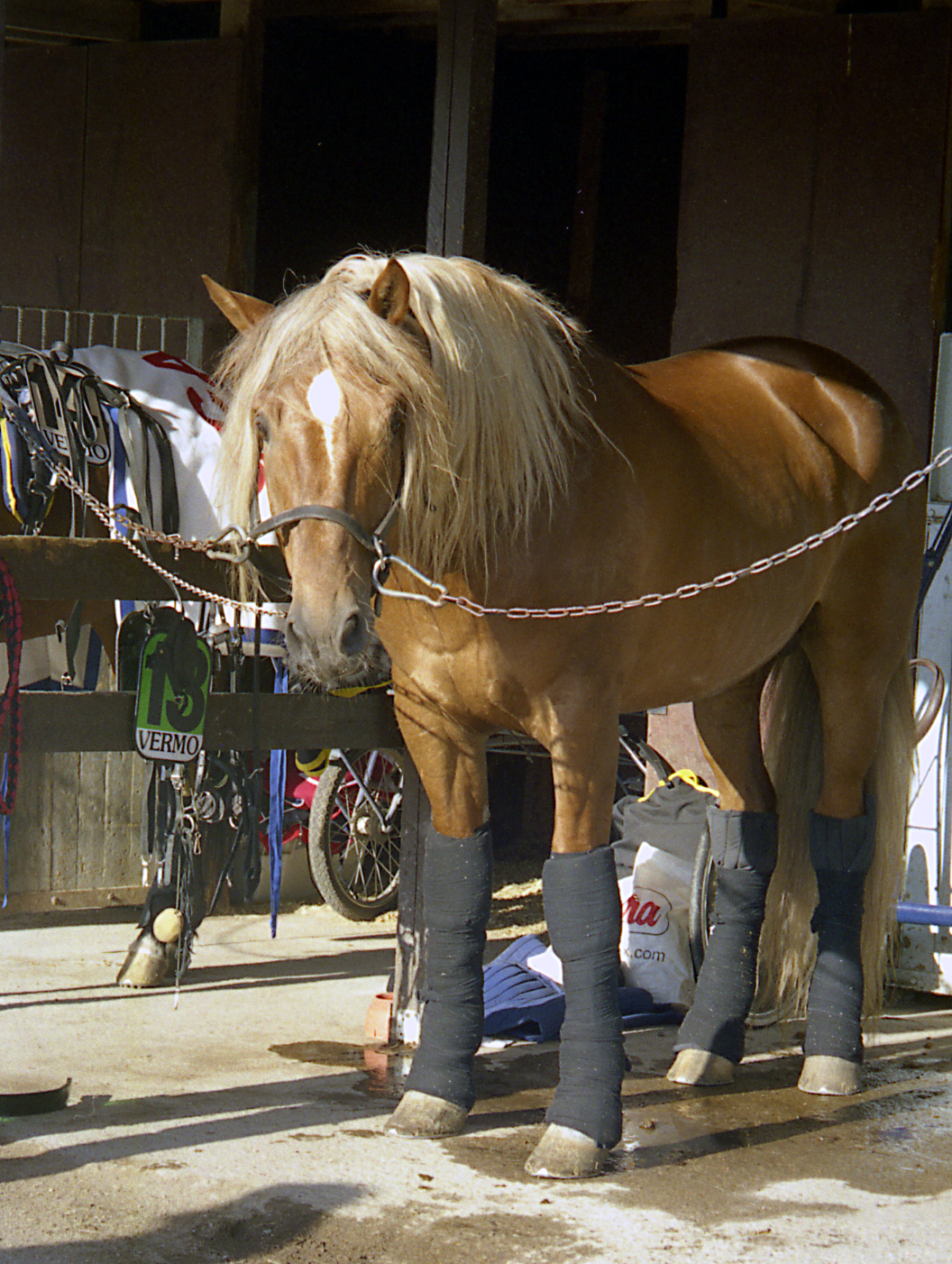
Koń z nogami zabezpieczonymi przed urazami w transporcie

Kulawizna – u konia nierównomierność chodu, spowodowana odciążaniem jednej (lub więcej) bolejącej kończyny lub sztywnością kończyn. W większości przypadków, konie kuleją na przednie kończyny, ponieważ utrzymują one 60-65% ciężaru ciała konia, uczestnicząc też w ruchu naprzód. Najczęściej przyczyna kulawizny konia znajduje się w obszarze między kopytem a stawem nadgarstkowym. 

## Przyczyny
- urazy,
- infekcje,

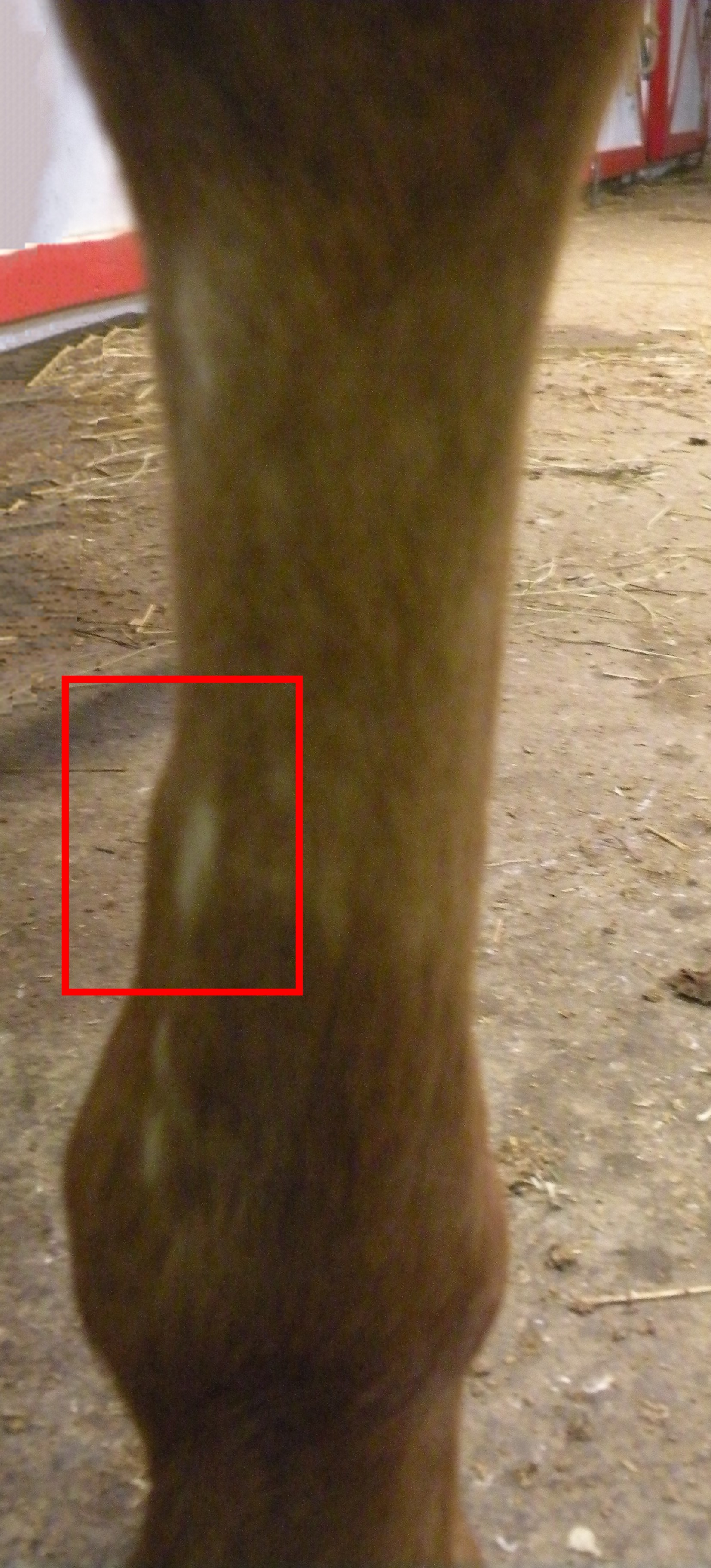
Widoczna i wyczuwalna wypukłość na nodze konia

- nieodpowiednie żywienie (zachwiana równowaga wapnia),
- wady wrodzone,
- zaburzenia pracy układu nerwowego konia,
- zaburzenia krążenia[1].

## Objawy
Istnieją dwa główne rodzaje kulawizny. Przy kulawiźnie ostrej koń nie jest w stanie postawić kończyny na ziemi. Przy kulawiźnie łagodniejszej koń chodzi, ale utyka. Kulawizna może być także niewyraźna i możliwa do rozpoznania jedynie przez lekarza weterynarii.
Obserwacja konia pod kątem kulawizny może polegać na:
- Obserwacji konia w stajni – czy równo obciąża wszystkie kończyny, czy widoczne są obrzęki lub ślady urazów;
- Sprawdzeniu, czy w którejś z części kopyta nie utkwił twardy lub ostry przedmiot, uciskający na tworzywo kopytowe;
- Kulawizna pochodząca od kopyta może być wyczuta przez dotyk[2][3] – należy sprawdzić, czy kopyto nie jest gorące; stosuje się też opukiwanie kopyta w różnych miejscach, by sprawdzić bolesność;
- U koni podkutych bolesność kopyta może być spowodowana wadliwym przybiciem podkowy;
- Całe kończyny konia należy sprawdzić dotykiem, szukając bolesności i miejsc o podwyższonej ciepłocie;
- Obserwacja konia w ruchu na twardym podłożu – wymaga to udziału dwóch osób, z których jedna prowadzi konia (w stępie, w kłusie, a potem na kole), a druga obserwuje jego ruch;
- Podczas ruchu konia na twardym podłożu, kulawizna może objawiać się nieregularnym rytmem uderzeń kopyt;
- Obserwacji szyi konia podczas ruchu – przy stawianiu chorej kończyny koń unosi głowę, by odciążyć bolesną kończynę;
- Obserwacji wykroku konia, który przy kulawiźnie może być krótszy niż zazwyczaj;
- Kulawizna może być widoczna dopiero w ruchu pod jeźdźcem (pod obciążeniem)[1].

## Leczenie i pomoc
W przypadku zauważenia u konia kulawizny, należy wezwać lekarza weterynarii. Należy pamiętać, że do postawienia właściwej diagozy, lekarz musi mieć możliwość zaobserwowania problemu, dlatego np. nie należy tuż przed jego przyjazdem uśmierzać bólu konia czy stosować środków przeciwzapalnych. Opiekun konia może pomóc w postawieniu diagnozy, informując lekarza o historii schorzenia i o towarzyszących zachorowaniu okolicznościach (rodzaj wysiłku, pożywienia, ewentualne wypadki itp.).